# Valparaiso University Women's Volleyball
La Valparaiso University Women's Volleyball è la squadra pallavolo femminile appartenente alla Valparaiso University, con sede a Valparaiso (Indiana): milita nella Missouri Valley Conference della NCAA Division I.

## Storia
Il programma di pallavolo femminile della Valparaiso University viene fondato nel 1979. Nei primi anni della propria storia partecipa alla AIAW Division I, aderendo in seguito alla NCAA Division I. Dopo aver giocato nella North Star Conference, nel 1992 passa alla Summit League, allora denominata Mid-Continent Conference, conquistando sei titoli e qualificandosi ai suoi primi tornei di NCAA Division I, senza mai andare oltre il primo turno.
Dopo un decennio in Horizon League, nel 2017 le Beacons si trasferiscono nella Missouri Valley Conference.

## Record
| Piazzamento          |   | Edizione                                            |
| -------------------- | - | --------------------------------------------------- |
| Tornei NCAA          | 6 | Primo turno: 3 2003, 2004, 2005                     |
| Tornei NCAA          | 6 | Play-in game: 3 1994, 1995, 1996                    |
| Titoli di conference | 6 | Summit League: 6 1994, 1995, 1996, 2003, 2004, 2005 |

## Conference
- North Star Conference: 1983-1991
- Summit League[1]: 1992-2006
- Horizon League: 2007-2016
- Missouri Valley Conference: 2017-

## Allenatori
- Jean Kesterson: 1979-1982
- Sue Winebrenner: 1983-1984
- Donna Wiziecki Briggs: 1985-1989
- Cindy Harris: 1990-1994
- Hawley Pemberton: 1995
- Michelle Wilson: 1995
- Nona Richardson: 1996-1998
- Becky Madden: 1999-2001
- Carin Avery: 2002-